# Aeroportul Wilcannia
Aeroportul Wilcannia (IATA: WIO, ICAO: YWCA) este un aeroport din Noul Wales de Sud, Australia.
Situat la o altitudine de 92 m, aeroportul dispune de o singură pistă.